# 桃園市立桃園高級中等學校
桃園市立桃園高級中等學校（英語：Taoyuan Municipal Taoyuan Senior High school），簡稱桃園高中、桃高、桃中，舊稱省桃中，創立於1941年，位於臺灣桃園市桃園區，為一所公立普通型高級中等學校。其座落於虎頭山腳，鄰近退輔會訓練中心、臺北榮總桃園分院、桃園孔廟。

## 歷史
日本人1941年於中山路、三民路口南門公園建校，「新竹州立桃園家政女子學校」，後改名為「新竹州立桃園農業實踐學校」。

### 管轄權更替
國民政府接管後在1945年改制「新竹縣立桃園初級中學」。
1950年後改為「桃園縣立桃園初級中學」。1954年改隸臺灣省教育廳更名「臺灣省立桃園中學」。2000年精省改隸教育部後改名「國立桃園高級中學」。2018年改隸桃園市政府後改名「桃園市立桃園高級中等學校」。

### 架構調整
1970年裁撤初中部後改名「臺灣省立桃園高級中學」。

### 分校
1946年成功路校區建置後中山路校區改成分部，1990年裁撤。
1952年設立桃園縣立桃園中學大園分校。1953年改制桃園縣立大園初級中學。

## 校長
下表收錄過往曾任桃園市立桃園高級中學校長的人物：
| 任期 | 姓名     | 任職日期 | 離職日期 |
| ---- | -------- | -------- | -------- |
| 1    | 中西俊夫 | 1941年   | 1945年   |
| 2    | 尤見義   | 1945年   | 1948年   |
| 3    | 葉燉煌   | 1948年   | 1950年   |
| 4    | 曹沛滋   | 1950年   | 1965年   |
| 5    | 徐作霖   | 1965年   | 1978年   |
| 6    | 馮堯春   | 1978年   | 1985年   |
| 7    | 陳峰津   | 1985年   | 1992年   |
| 8    | 程為山   | 1992年   | 1998年   |
| 9    | 許健夫   | 1998年   | 2006年   |
| 10   | 匡格非   | 2006年   | 2010年   |
| 11   | 林煥周   | 2010年   | 2018年   |
| 12   | 游文聰   | 2018年   | 2022年   |
| 13   | 徐宗盛   | 2022年   | 現任     |

## 圖片集

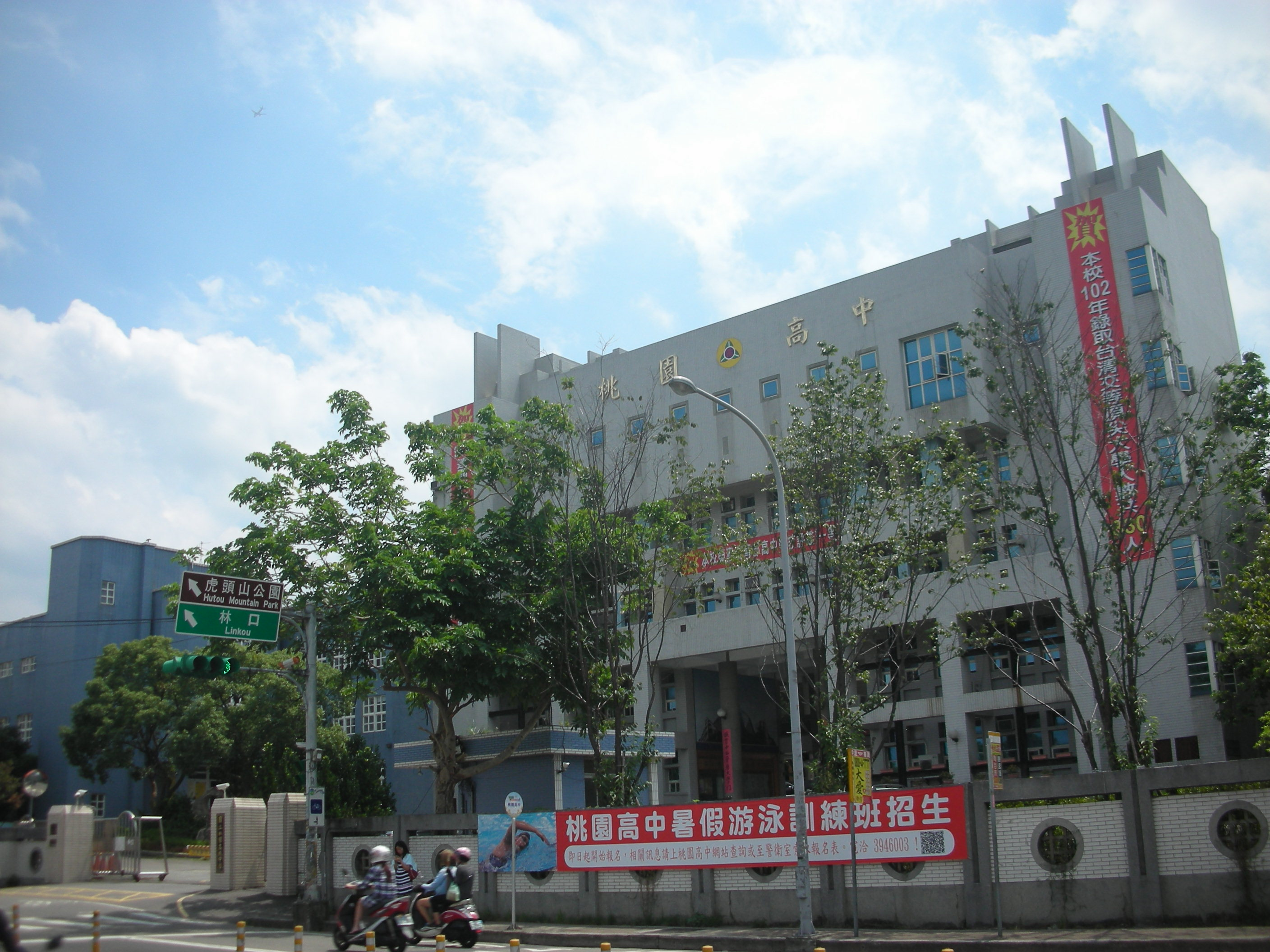
校門
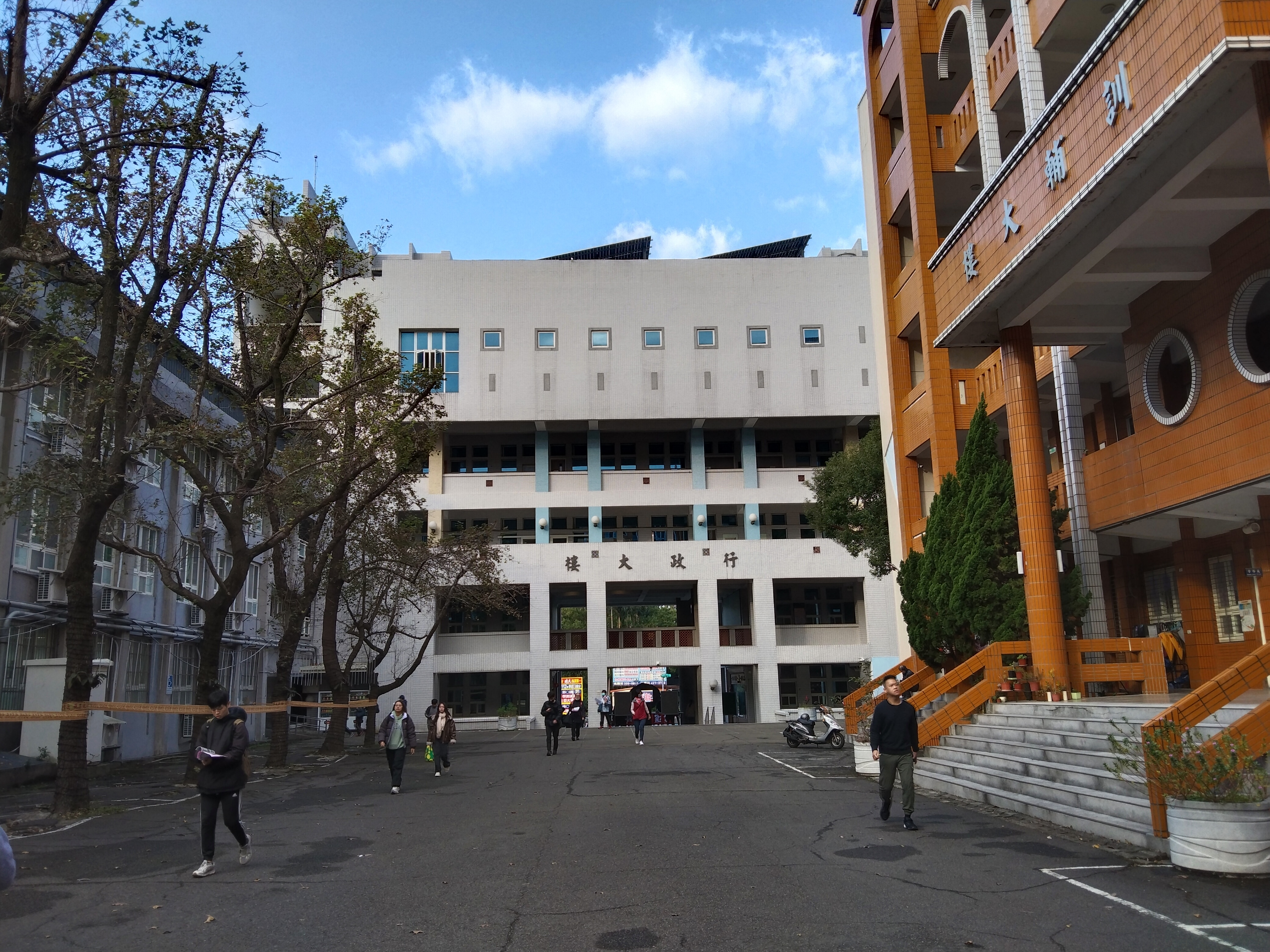
行政大樓（中）、訓輔大樓（右）
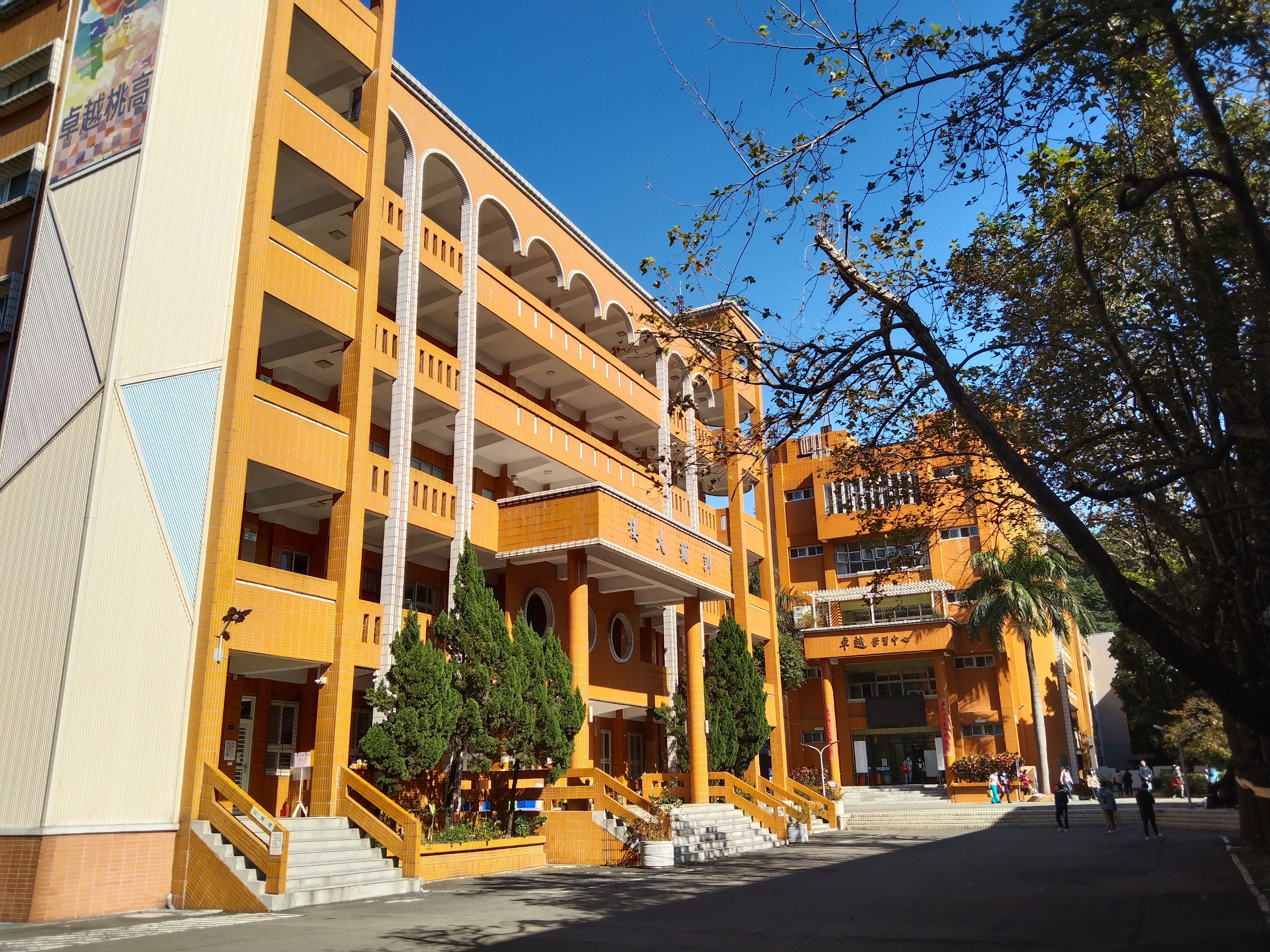
訓輔大樓（左）、卓越學習中心（右）
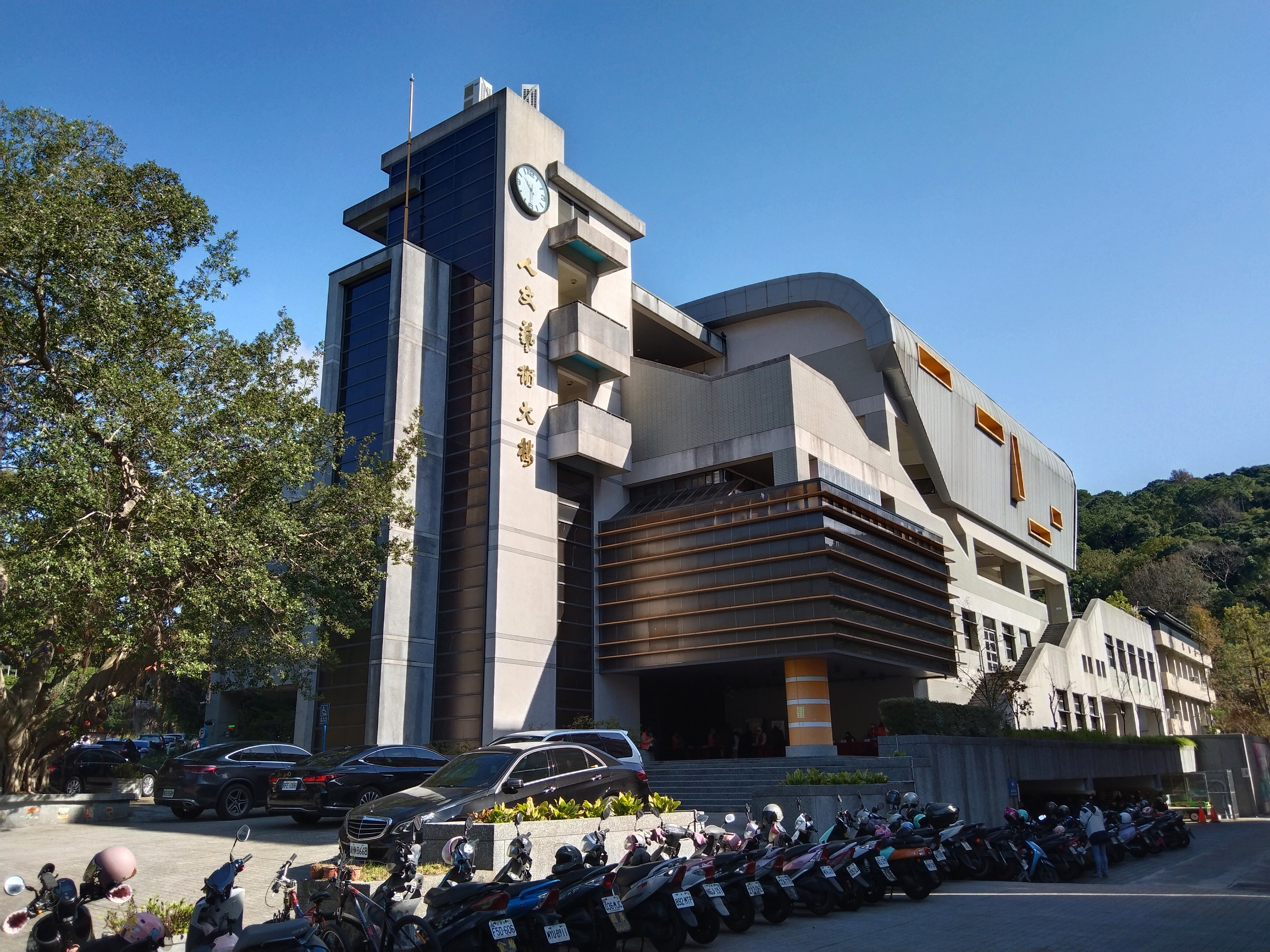
人文藝術大樓
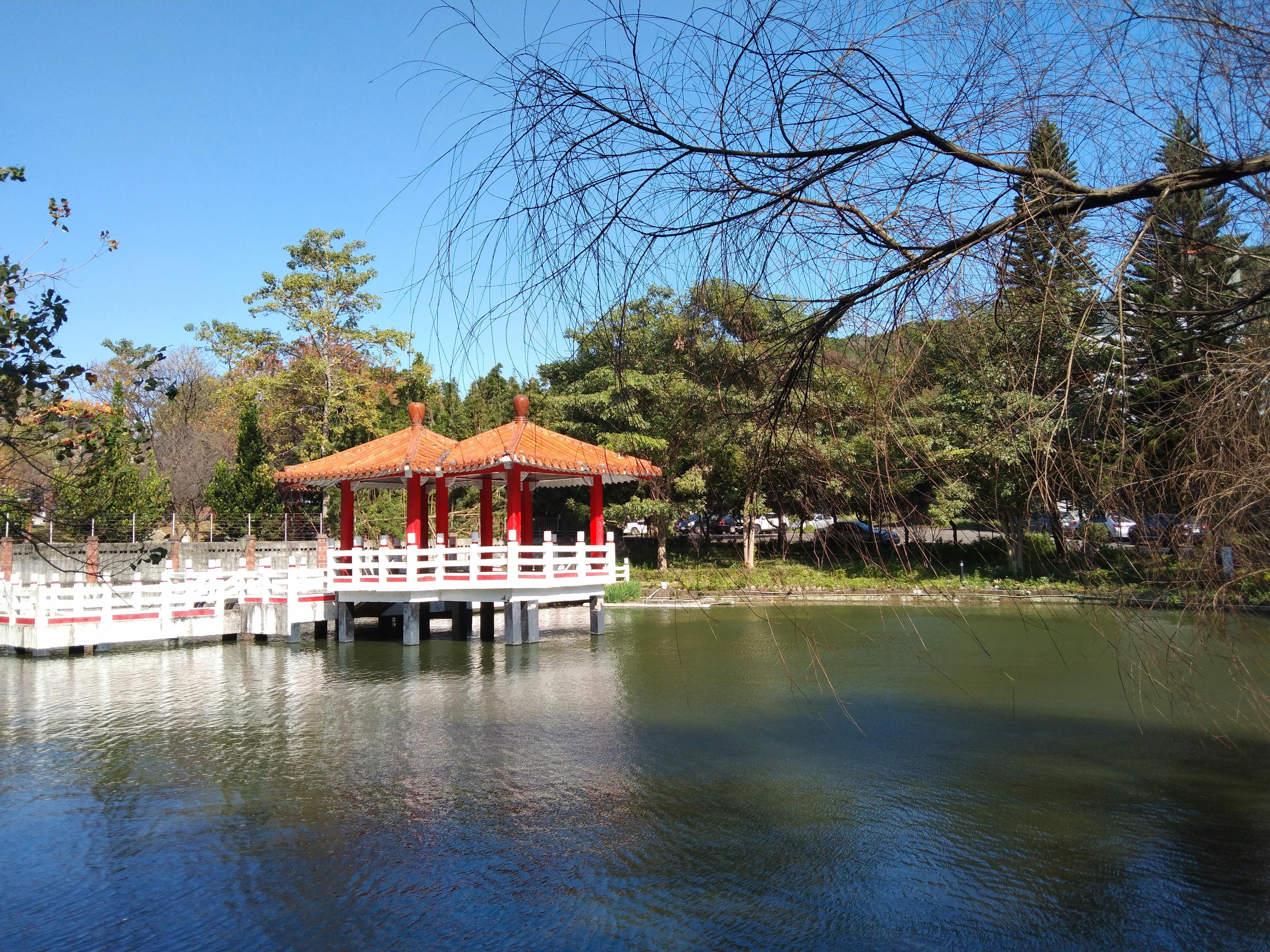
逸軒園

## 姊妹校
- 慶尚北道龜尾市：仁同高等學校（朝鲜语：인동고등학교）

### 註解
1. ↑  桃園在1950年獨立設縣
2. ↑  桃園已升格直轄市
3. ↑  1970年因應省辦高中政策

## 外部連結
- （繁體中文）桃園市立桃園高級中等學校 （页面存档备份，存于）